# Tôn Du (Tam Quốc)
Tôn Du (giản thể: 孙瑜; phồn thể: 孫瑜; bính âm: Sun Yu; 177 – 215), tự Trọng Dị (仲異), là tướng lĩnh dưới quyền quân phiệt Tôn Quyền thời Tam Quốc trong lịch sử Trung Quốc.

## Cuộc đời
Tôn Du quê ở huyện Phú Xuân, quận Ngô, Dương Châu, là con trai thứ hai của Tôn Tĩnh (em trai Tôn Kiên), dưới Tôn Cảo, theo thứ bậc là anh họ của Tôn Quyền. Tôn Du ban đầu được phong chức Cung Nghĩa hiệu úy, thống lĩnh quân đội phần đông là người Giang Tây (phía tây sông Trường Giang). Du khiêm tốn động viên, trấn an, nên được binh sĩ yêu quý, tín nhiệm.
Năm 204, thái thú Đan Dương Tôn Dực bị giết hại, Tôn Du kế nhiệm làm thái thú. Du tại nhiệm sở rất được lòng người, nhiều kẻ lặn lội đường xa đến quy thuận. Quân trong quận lên tới hàng vạn. Tôn Quyền bèn phong Du làm Tuy Viễn tướng quân. Năm 206, Tôn Du theo Chu Du bình định người Sơn Việt, phá được hai thôn trại Ma (麻), Bảo (保).
Năm 213, Tào Tháo phát động đại quân tấn công cửa Nhu Tu, phá được cửa khẩu, bắt sống đô đốc Công Tôn Dương. Tôn Quyền phái Lã Mông dẫn quân chống cự, bản thân cũng tùy quân, mang theo Tôn Du. Cam Ninh dẫn trăm người tung hoành trại Tào, đạt được tiếng vang lớn. Tôn Quyền muốn thừa thế tấn công. Tôn Du khuyên Quyền nên cố thủ, nhưng Quyền không nghe theo, bị Tào Tháo đoán trước, không công mà rút về.
Sau trận Nhu Tu, Tôn Quyền phong Tôn Du làm Phấn uy tướng quân, vẫn quản lý quận Đan Dương, chỉ dời quận trị từ Lật Dương đến bến Ngưu Chử. Trước đó, khi rút quân, Tào Tháo không nghe theo lời của thái thú Đan Dương Tưởng Tế, cưỡng bức dân chúng Hoài Nam di chuyển. Tôn Du bổ nhiệm người Vĩnh An là Nhiêu Trợ (饒助) làm Tương An (huyện) trưởng, người Vô Tích là Nhan Liên (顏連) làm Cư Sào (huyện) trưởng, giao cho hai người dụ dỗ dân hai quận Lư Giang, Cửu Giang. Tổng cộng cho hơn 10 vạn hộ dân cư của các quận Lư Giang, Cửu Giang, Kỳ Xuân, Quảng Lăng tị nạn Giang Đông.
Tôn Du yêu thích cổ văn, ngay khi chỉ huy chiến trận thì sách cũng không rời tay, tại lúc tác chiến cũng tay không thích quyển. Học giả Mã Phổ (馬普) người Tế Âm đến Giang Đông, được Du lấy lễ đối đãi, làm trường học cho con em trong quân học tập.
Năm 215, Tôn Du chết tại nhiệm sở, thọ 39 tuổi.

## Gia đình
Con trai:
- Tôn Di (孫彌)
- Tôn Hi (孫熙)
- Tôn Diệu (孫燿)
- Tôn Mạn (孫曼), quan đến tướng quân, phong hầu.
- Tôn Hoành (孫紘)

## Trong văn hóa
Trong tiểu thuyết Tam quốc diễn nghĩa, Tôn Du xuất hiện ở hồi 57, được giới thiệu là em họ của Tôn Quyền, nhưng không nhắc đến quan hệ cha con với Tôn Tĩnh. Khi Chu Du mượn đường đánh Thục hòng đánh chiếm Kinh Nam, Tôn Quyền phái Tôn Du dẫn quân đến giúp.